# Begonia symgeraniifolia
Espèce
Synonymes
- Symbegonia geraniifolia Ridl.[2]

Begonia symgeraniifolia est une espèce de plantes de la famille des Begoniaceae.
L'espèce fait partie de la section Symbegonia.
Elle a été décrite en 2003 par Laura L. Forrest (2003) et Peter M. Hollingsworth (2003).

## Répartition géographique
Cette espèce est originaire du pays suivant : New Guinea.